# Tăng (Tùy Châu)
Tăng (tiếng Trung: 曾; bính âm: Céng) là một nước chư hầu họ Cơ thời kỳ Chiến Quốc nằm ở thành phố Tùy Châu tỉnh Hồ Bắc nước Cộng hòa Nhân dân Trung Hoa. Hiện tại giới khảo cổ đã khai quật những bài minh văn và bốc từ khắc trên đồ đồng xanh có thể chứng minh được sự tồn tại của nước Tăng, mà trong văn hiến truyền đời chẳng tìm thấy những ghi chép có liên quan đến quốc gia này.

## Bí ẩn nước Tăng
Do trong sử liệu chẳng có ghi chép nào về quốc gia này, khiến cho mối quan hệ giữa nước Tăng (曾) này với nước Tăng (鄫) thời Xuân Thu, và mối quan hệ với nước Tùy (随) được gọi là "bí ẩn nước Tăng, Tùy" (曾随之謎) hay "bí ẩn nước Tăng" (曾國之謎). Giới học giả hiện nay hầu hết đều có ba loại quan điểm như sau: 
- Tăng và Tùy là cùng một nước, chỉ khác biệt về tên gọi, các học giả Lý Học Cần, Thạch Tuyền, Hoàng Phượng Xuân đều theo quan điểm này.[1][2] Hoàng Phượng Xuân còn căn cứ vào minh văn trên dàn chuông đào được ở khu mộ Tháp Văn Phong tại Tùy Châu, cho thấy rõ thủy tổ của nước Tăng chính là con của Chu Văn vương tên Nam Cung Quát, tức là Nhiễm Quý Tái,[3] Hoàng Phượng Xuân cũng cho biết trong cuộc chiến tranh Ngô-Sở vào năm 506 TCN, theo minh văn dàn chuông là ba nước Ngô, Sở, Tăng mà tài liệu lại ghi chép là ba nước Ngô, Sở, Tùy, "Tăng tức là Tùy, không khỏi lo lắng".[4]
- Tăng và Tùy là hai nước khác nhau, nước Tăng vào thời Xuân Thu đã diệt nước Tùy rồi dời đô qua đất Tùy, nước Tăng theo như văn hiến ghi chép chính là nước Tùy thời Xuân Thu, Nhâm Vĩ theo quan điểm này.[5]
- Tăng và Tùy là hai nước khác nhau và cùng tồn tại song song, Dương Khoan và Tiền Lâm Thư theo quan điểm này.[6]

## Vua nước Tăng
| Thụy hiệu         | Họ tên       | Thời gian tại vị         | Thân phận và ghi chú                  |
| ----------------- | ------------ | ------------------------ | ------------------------------------- |
| Tăng hầu Kháng    | Cơ Kháng     | đầu thời Tây Chu         | con Nam Cung Quát, cháu Chu Văn vương |
| Tăng hầu Gián     | Cơ Gián      | đầu thời Tây Chu         |                                       |
| Tăng hầu Dư       | Cơ Dư        | đầu thời Tây Chu         |                                       |
| đời sau chưa rõ   |              |                          |                                       |
| Tăng bá Văn       | Cơ Văn       | thời Chu Tuyên vương     |                                       |
| Tăng bá Mục       | Cơ Mục       | thời Chu U vương         |                                       |
| Tăng hầu Khả      | Cơ Khả       | đầu thời Chu Bình vương  |                                       |
| Tăng bá Tùng Sủng | Cơ Tùng Sủng | cuối thời Chu Bình vương |                                       |
| Tăng bá Tất       | Cơ Tất       | thời Chu Hoàn vương      |                                       |
| Tăng hầu Mã Bạch  | Cơ Mã Bạch   | thời Chu Trang vương     |                                       |
| Tăng Mục hầu      |              | thời Chu Ly vương        |                                       |
| Tăng hầu          |              | thời Chu Huệ Vương       | hội minh cùng Sở Thành vương          |
| đời sau không rõ  |              |                          |                                       |
| Tăng hầu Dữ       | Cơ Dữ        | đầu thời Chu Kính vương  |                                       |
| Tăng hầu Mậu      | Cơ Mậu       | cuối thời Chu Kính vương |                                       |
| Tăng hầu Ất       | Cơ Ất        | 477 TCN - 433 TCN        | khảo cổ học xác định niên đại         |
| Tăng hầu Bính     | Cơ Bính      | thời Chu Khảo vương      |                                       |
| Tăng hầu Thỉ      | Cơ Thỉ       | thời Chu Uy Liệt vương   |                                       |
| đời sau chưa rõ   |              |                          |                                       |